# Psychotria rauwolfioides
Psychotria rauwolfioides är en måreväxtart som beskrevs av Paul Carpenter Standley. Psychotria rauwolfioides ingår i släktet Psychotria och familjen måreväxter. Inga underarter finns listade i Catalogue of Life.